# فهرست نقش‌آفرینی‌های کریس ایوانز

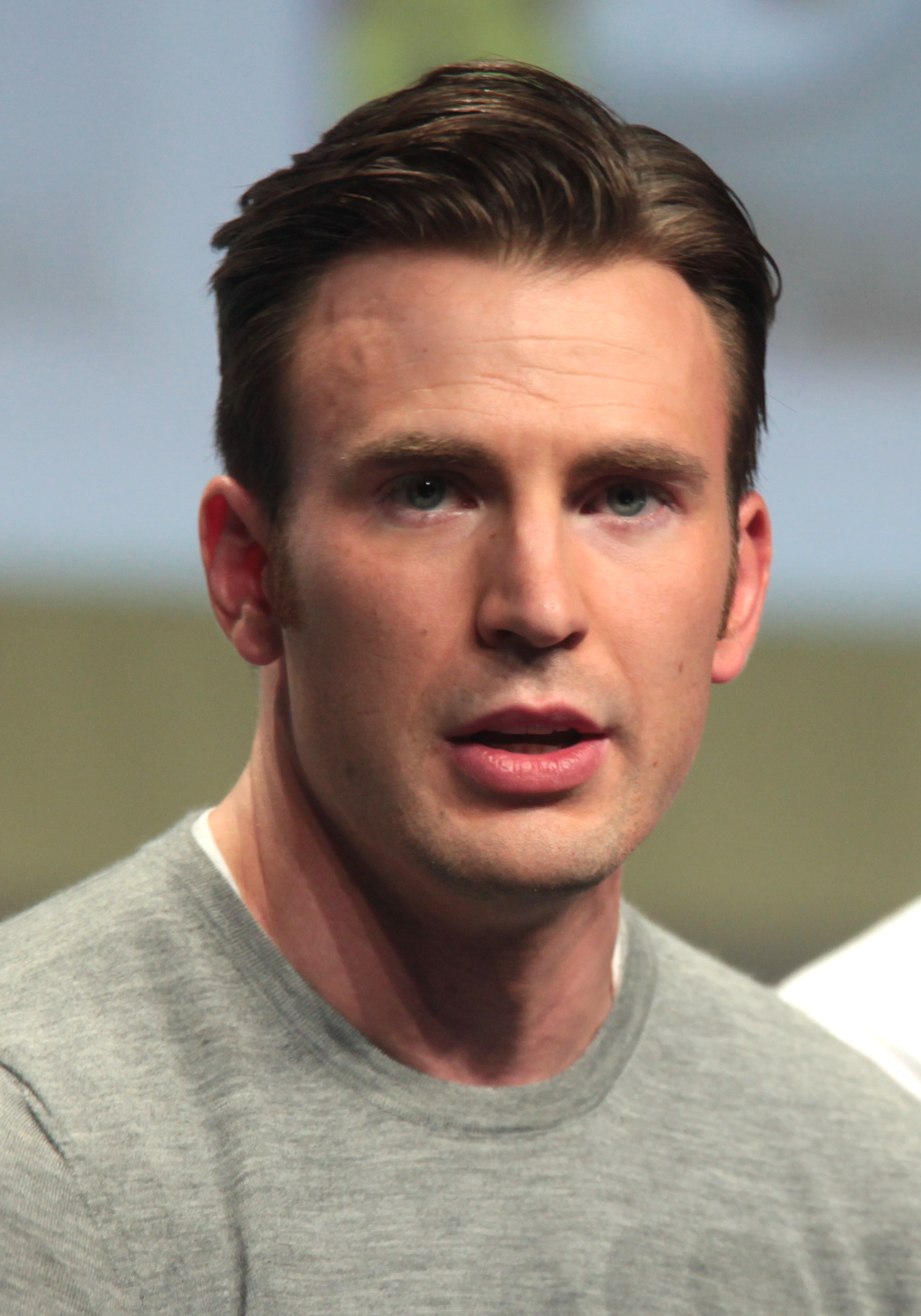
ایوانز در کامیک-کان سن دیگو، سال ۲۰۱۴

کریس ایوانز بازیگر آمریکایی است که اولین بار در فیلم آموزشی تنوع زیستی: شیفته زندگی! بازیگری را تجربه کرد. این فیلم محصول بنیاد ملی ماهی‌ها و حیات وحش بود. ایفای نقش در این فیلم پیش از حضور او در نقش‌های جزئی تلویزیونی در اوایل دهه ۲۰۰۰ بود؛ ایوانز، مشخصات فیلم‌های خود را از اوایل تا اواسط این دهه، «بسیار افتضاح» توصیف کرده‌است. او در کمدی-درام تلویزیونی جنس مخالف (۲۰۰۰)، کمدی‌های نه یه فیلم نوجوانی دیگه (۲۰۰۱) و بالاترین نمره (۲۰۰۴) و همچنین در فیلم اکشن مهیج موبایل (۲۰۰۴) بازی کرده‌است.
در سال ۲۰۰۵، او بازی موفقی در نقش جانی استورم (مشعل انسانی) در فیلم ابرقهرمانی چهار شگفت‌انگیز داشت، که بابت آن بیشترین دستمزدش را تا آن زمان گرفت، و این نقش را برای فیلم چهار شگفت‌انگیز: قیام موج‌سوار نقره‌ای محصول سال ۲۰۰۷ تکرار کرد. چهار شگفت‌انگیز، اولین کار از نقش‌های بسیاری است که ایوانز در فیلم‌های اقتباس‌شده از کتاب‌های کمیک و رمان‌های گرافیکی در آن‌ها حضور پیدا کرده‌‌است، از جمله، کیسی جونز در لاک‌پشت‌های نینجا (۲۰۰۷)، جیک جنسن در بازنده‌ها (۲۰۱۰)، لوکاس لی در اسکات پیلگریم در برابر دنیا (۲۰۱۰) و کورتیس اورت در برف‌شکن (۲۰۱۳)؛ با این حال، پرکارترین نقش او در فیلم‌های کمیک، بازی در نقش استیو راجرز (کاپیتان آمریکا) در مجموعه‌ فیلم‌های دنیای سینمایی مارول است، که ایوانز در یازده فیلم و یک بازی ویدئویی در آن‌ها حضور اصلی یا افتخاری داشته‌است. نقش‌آفرینی‌های برجسته او شامل فیلم‌های کاپیتان آمریکا: نخستین انتقام‌جو (۲۰۱۱)، کاپیتان آمریکا: سرباز زمستان (۲۰۱۴) و کاپیتان آمریکا: جنگ داخلی، و مجموعه فیلم‌های انتقام‌جویان (۲۰۱۲)، انتقام‌جویان: عصر اولتران (۲۰۱۵)، انتقام‌جویان: جنگ ابدیت (۲۰۱۸) و انتقام‌جویان: پایان بازی (۲۰۱۹) می‌شود.
درحالی که فیلم‌های کمیک بخش عمده‌ای از فیلم‌شناسی ایوانز را از اواخر دهه ۲۰۰۰ تا کل دهه ۲۰۱۰ تشکیل داده‌‌اند، او به‌طور همزمان در پروژه فیلم‌های غیر کمیک نیز ایفای نقش کرده‌، که شامل فیلم علمی–تخیلی آفتاب (۲۰۰۷)، درام ساخته شده توسط مارک وب به‌نام با استعداد (۲۰۱۷) و فیلم مورد تحسین قرار گرفتۀ چاقوکشی (۲۰۱۹) به کارگردانی ریان جانسن است. او همچنین در فیلم‌های کمدی رمانتیک بسیاری درخشیده‌است، مانند خاطرات پرستار بچه (۲۰۰۷)، شماره‌ات چنده؟ (۲۰۱۱) و فیلم بازی آرام نقش (۲۰۱۵) که تهیه‌کننده اجرایی آن نیز بوده‌است. ایوانز اولین بار کارگردانی را در سال ۲۰۱۴ با درام رمانتیک پیش از آنکه برویم در کنار تهیه‌کنندگی و بازی در این فیلم، تجربه کرد. اولین اجرای او در برادوی در نمایشنامه بازتولید شده از کنت لونرگان در سال ۲۰۱۸ به‌نام قهرمان لابی بود، که برای آن نامزد دریافت جایزه دراما لیگ شد.

## فیلم

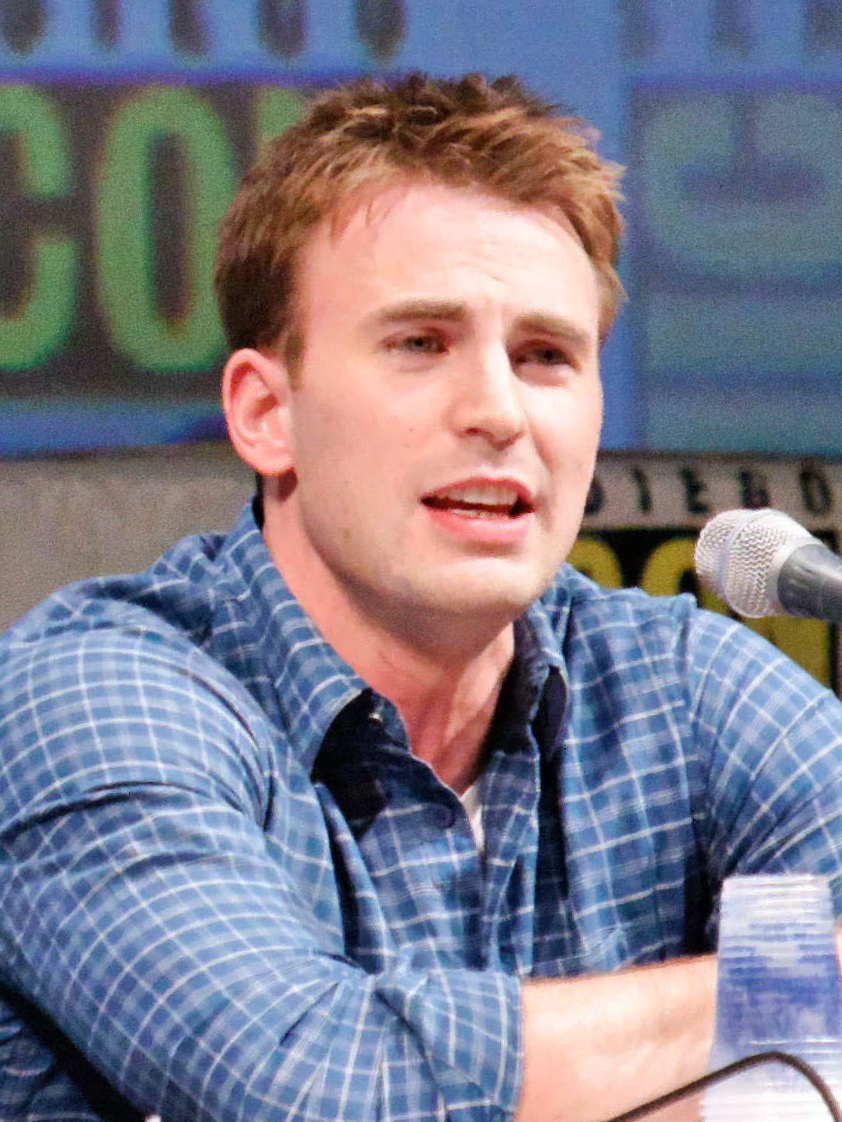
در نشست خبری کاپیتان آمریکا: نخستین انتقام‌جو، کامیک-کان سن دیگو سال ۲۰۱۱

| سال  | عنوان                               | نقش                          | یادداشت‌ها                     | منبع          |
| ---- | ----------------------------------- | ---------------------------- | ----------------------------- | ------------- |
| ۱۹۹۷ | تنوع زیستی: شیفته زندگی!            | ریک                          | فیلم آموزشی                   | [ ۷ ]         |
| ۲۰۰۰ | تازه واردان                         | جود                          |                               | [ ۸ ]         |
| ۲۰۰۱ | نه یه فیلم نوجوانی دیگه             | جیک وایلر                    |                               | [ ۹ ]         |
| ۲۰۰۳ | پسر کاغذی                           | بن                           | فیلم کوتاه                    | [ ۱۰ ] [ ۱۱ ] |
| ۲۰۰۴ | بالاترین نمره                       | کایل                         |                               | [ ۱۲ ]        |
| ۲۰۰۴ | پادشاه یتیم                         | ست                           | منتشر نشده                    | [ ۲ ] [ ۱۳ ]  |
| ۲۰۰۴ | موبایل                              | ریان                         |                               | [ ۱۴ ]        |
| ۲۰۰۵ | مردم خشمگین                         | بریس                         |                               | [ ۱۵ ]        |
| ۲۰۰۵ | لندن                                | سید                          |                               | [ ۱۶ ]        |
| ۲۰۰۵ | چهار شگفت‌انگیز                      | جانی استورم/مشعل انسانی      |                               | [ ۱۷ ]        |
| ۲۰۰۷ | چهار شگفت‌انگیز: قیام موج‌سوار نقره‌ای | جانی استورم / مشعل انسانی    |                               | [ ۱۸ ]        |
| ۲۰۰۷ | لاک‌پشت‌های نینجا                     | کیسی جونز                    | صداگذاری                      | [ ۱۹ ]        |
| ۲۰۰۷ | آفتاب                               | جیمز میس                     |                               | [ ۲۰ ]        |
| ۲۰۰۷ | خاطرات پرستار بچه                   | «هاروارد هوتی»               |                               | [ ۲۱ ]        |
| ۲۰۰۷ | نبرد برای ترا                       | استوارت استنتون              | صداگذاری                      | [ ۲۲ ]        |
| ۲۰۰۸ | سلاطین خیابان                       | پاول دیسکنت                  |                               | [ ۲۳ ]        |
| ۲۰۰۸ | گم شدن الماس اشک                    | جیمی دوباین                  |                               | [ ۲۴ ]        |
| ۲۰۰۹ | فشار                                | نیک گنت                      |                               | [ ۲۵ ]        |
| ۲۰۱۰ | بازنده‌ها                            | جنسن                         |                               | [ ۲۶ ]        |
| ۲۰۱۰ | اسکات پیلگریم در برابر دنیا         | لوکاس لی                     |                               | [ ۲۷ ]        |
| ۲۰۱۱ | سوراخ                               | مایک وایس                    |                               | [ ۲۸ ]        |
| ۲۰۱۱ | شماره‌ات چنده؟                       | کالین شیا                    |                               | [ ۲۹ ]        |
| ۲۰۱۱ | کاپیتان آمریکا: نخستین انتقام‌جو     | استیو راجرز / کاپیتان آمریکا |                               | [ ۳۰ ]        |
| ۲۰۱۲ | انتقام‌جویان                         | استیو راجرز / کاپیتان آمریکا |                               | [ ۳۰ ]        |
| ۲۰۱۲ | آیسمن                               | رابرت پرونج                  |                               | [ ۳۱ ]        |
| ۲۰۱۳ | برف‌شکن                              | کورتیس اورت                  |                               | [ ۳۲ ]        |
| ۲۰۱۳ | ثور: دنیای تاریک                    | لوکی در نقش کاپیتان آمریکا   | حضور افتخاری                  | [ ۳۳ ]        |
| ۲۰۱۴ | کاپیتان آمریکا: سرباز زمستان        | استیو راجرز / کاپیتان آمریکا |                               | [ ۳۴ ]        |
| ۲۰۱۴ | پیش از آنکه برویم                   | نیک وان                      | همچنین کارگردان و تهیه‌کننده   | [ ۳۵ ]        |
| ۲۰۱۵ | بازی آرام نقش                       | من                           | همچنین تهیه کنندهٔ اجرایی      | [ ۳۶ ]        |
| ۲۰۱۵ | انتقام‌جویان: عصر اولتران            | استیو راجرز / کاپیتان آمریکا |                               | [ ۳۷ ]        |
| ۲۰۱۵ | مرد مورچه‌ای                         | استیو راجرز / کاپیتان آمریکا | حضور افتخاری؛ تیتراژ پایانی   | [ ۳۸ ]        |
| ۲۰۱۶ | کاپیتان آمریکا: جنگ داخلی           | استیو راجرز / کاپیتان آمریکا |                               | [ ۳۹ ]        |
| ۲۰۱۷ | با استعداد                          | فرانک الدر                   |                               | [ ۴۰ ]        |
| ۲۰۱۷ | مرد عنکبوتی: بازگشت به خانه         | استیو راجرز / کاپیتان آمریکا | حضور افتخاری                  | [ ۴۱ ]        |
| ۲۰۱۸ | انتقام‌جویان: جنگ ابدیت              | استیو راجرز / کاپیتان آمریکا |                               | [ ۴۲ ]        |
| ۲۰۱۹ | کاپیتان مارول                       | استیو راجرز / کاپیتان آمریکا | حضور افتخاری؛ کلیپ میانه فیلم | [ ۴۳ ]        |
| ۲۰۱۹ | انتقام‌جویان: پایان بازی             | استیو راجرز / کاپیتان آمریکا |                               | [ ۴۲ ]        |
| ۲۰۱۹ | سگ‌های قدرتمند                       | راوی                         | مستند                         | [ ۴۴ ]        |
| ۲۰۱۹ | میعادگاه غوطه ور دریای سرخ          | اری لوینسون                  |                               | [ ۴۵ ]        |
| ۲۰۱۹ | چاقوکشی                             | هو «رنسام» درایسدل           |                               | [ ۴۶ ]        |
| ۲۰۲۱ | مرد آزاد                            | خودش                         | حضور افتخاری                  | [ ۴۷ ]        |
| ۲۰۲۱ | بالا رو نگاه نکن                    | دوین پیترز                   | حضور افتخاری بدون اعتبار      | [ ۴۸ ]        |
| ۲۰۲۲ | لایت‌یر                              | باز لایتیر                   | صداپیشه                       | [ ۴۹ ]        |
| ۲۰۲۲ | مرد خاکستری                         | لوید هنسن                    |                               | [ ۵۰ ]        |
| ۲۰۲۳ | روح‌شده                              | کول ترنر                     | همچنین تهیه‌کننده              | [ ۵۱ ]        |
| ۲۰۲۳ | سوداگران درد                        | پیت برنر                     |                               | [ ۵۲ ]        |
| ۲۰۲۴ | ددپول و ولورین                      | جانی استورم / مشعل انسانی    |                               | [ ۵۳ ]        |
| ۲۰۲۴ | فرد سرخ‌پوش                          | جک اومالی                    |                               | [ ۵۴ ]        |
| TBA  | نکن عزیزم!                          | دین                          |                               | [ ۵۵ ]        |
| TBA  | مادی‌گرایان                          | جان                          |                               | [ ۵۶ ]        |
| TBA  | فداکاری                             | مایک تایلر                   | درحال ضبط                     | [ ۵۷ ]        |

| فیلم‌های منتشر نشده | فیلم‌هایی را مشخص می‌کند که هنوز منتشر نشده‌اند. |

## تلویزیون
| سال  | عنوان                                    | نقش            | یادداشت‌ها                        | منبع          |
| ---- | ---------------------------------------- | -------------- | -------------------------------- | ------------- |
| ۲۰۰۰ | جنس مخالف                                | کری            | ۸ قسمت                           | [ ۵۸ ]        |
| ۲۰۰۰ | فراری                                    | زک لردنر       | قسمت: «جرم»                      | [ ۵۹ ]        |
| ۲۰۰۰ | فقط متأهل                                | جاش            | پخش‌نشده                          | [ ۶۰ ]        |
| ۲۰۰۱ | بوستون پابلیک                            | نیل مورمیتس    | قسمت: «بخش نهم»                  | [ ۶۱ ]        |
| ۲۰۰۲ | ایست‌ویک                                  | آدام           | برنامه پخش‌نشده                   | [ ۶۲ ]        |
| ۲۰۰۳ | پوست                                     | بریان          | قسمت: «راهنما»                   | [ ۶۳ ]        |
| ۲۰۰۸ | مرغ ربات                                 | صداهای گوناگون | قسمت: «مانستوریج»                | [ ۶۴ ]        |
| ۲۰۱۵ | بازی آمریکا: میهن‌پرستان جدید انگلیس ۲۰۱۴ | راوی           | مستند                            | [ ۶۵ ]        |
| ۲۰۱۷ | بازی آمریکا: میهن‌پرستان جدید انگلیس ۲۰۱۶ | راوی           | مستند                            | [ ۶۶ ]        |
| ۲۰۱۸ | سلسله مراتب                              | راوی           | مجموعهٔ مستند                     | [ ۶۷ ]        |
| ۲۰۲۰ | دفاع از جیکوب                            | اندی باربر     | ۸ قسمت، همچنین تهیه کنندهٔ اجرایی | [ ۶۸ ] [ ۶۹ ] |
| ۲۰۲۳ | اسکات پیلگریم                            | لوکاس لی       | ۸ قسمت، مجموعهٔ پویانمایی         | [ ۷۰ ]        |

## بازی‌های ویدئویی
| سال  | عنوان                    | نقش                          | توسعه‌دهنده        | منبع   |
| ---- | ------------------------ | ---------------------------- | ----------------- | ------ |
| ۲۰۰۵ | چهار شگفت‌انگیز           | جانی استورم / مشعل انسانی    | سِوِن استودیوز      | [ ۷۱ ] |
| ۲۰۱۱ | کاپیتان آمریکا: ابرسرباز | استیو راجرز / کاپیتان آمریکا | نکست لول گیمز     | [ ۷۲ ] |
| ۲۰۱۲ | کشف‌شده                   | خودش                         | مایکروسافت، اینتل | [ ۷۳ ] |

## تئاتر
| سال  | عنوان       | نقش     | محل برگزاری   | توضیحات                                  | منبع   |
| ---- | ----------- | ------- | ------------- | ---------------------------------------- | ------ |
| ۲۰۱۷ | شهر ما      | آقای وب | تئاتر فاکس    | درآمد حاصل از این نمایش به خیریه داده شد | [ ۷۴ ] |
| ۲۰۱۸ | قهرمان لابی | بیل     | تئاتر هلن هیز |                                          | [ ۷۵ ] |

## موزیک ویدئو
| سال  | عنوان        | اجراکننده    | نقش       | آلبوم                                                  | منبع   |
| ---- | ------------ | ------------ | --------- | ------------------------------------------------------ | ------ |
| ۲۰۰۱ | «عشق لکه‌دار» | مریلین منسون | جیک وایلر | موسیقی فیلم نه یه فیلم نوجوانی دیگه و عصر طلایی گروتسک | [ ۷۶ ] |